# Argyrothelaira
Argyrothelaira är ett släkte av tvåvingar. Argyrothelaira ingår i familjen parasitflugor.
Kladogram enligt Catalogue of Life:
| Argyrothelaira | \| \| Argyrothelaira froggattii \| \| \| \| \| \| Argyrothelaira melancholica \| \| \| \| |
|                | \| \| Argyrothelaira froggattii \| \| \| \| \| \| Argyrothelaira melancholica \| \| \| \| |
|                | Argyrothelaira froggattii                                                                 |
|                |                                                                                           |
|                | Argyrothelaira melancholica                                                               |
|                |                                                                                           |